# Poul Madsen
Poul Madsen, född 21 januari 1916, död 1 juli 2009, var en dansk cand.jur., frikyrklig bibellärare, sångdiktare och grundaren av rörelsen Kristent Fællesskab, också kallad "Hvide Marker". Han var mycket påverkad av helgelserörelsen, och hade Jesper Fjord Christensen (1863–1956) som sin främste andlige fader. Madsen utgav ett stort antal skrifter på förlaget "Mod Maalet", som också utgav en tidskrift med samma namn. Han hade en stor läsekrets i hela Norden, och även i Tyskland.
Madsen förde vidare de klassiska danska helgelsetraditionerna från Olfert Ricard och Carl Skovgaard-Petersen, vars böcker han rekommenderade varmt. Han blev också med tiden mer och mer rotad i den lutherska pietismen eftersom tiden gick. Vid slutet av sitt liv citerade han ofta gamla danska psalmer, och han fick alltmer något av Nikolaj Frederik Severin Grundtvigs och Hans Adolph Brorsons friskhet och vänliga mildhet över sig. 
Han idkade ett stort internationellt kontaktnätverk med personer inom helgelserörelsen. T.ex. besökte Watchman Nee en gång Madsens årliga konferenser på Nyborg Strand på 1930-talet. Affiniteten dem emellan var förstås stor. Även Theodore Austin-Sparks var en viktig kontakt. Likaså indiern Bakht Singh. 
Madsen hade också stort intresse för svenskt kyrkoliv, där Hugo Odeberg kom att betyda mycket för honom. Övriga svenskar som blev viktiga för honom var Nils Peter Wetterlund och Wilhelm Bergling. Den senare medverkade ofta som talare på konferenser anordnade av Madsen. 
Mot slutet av sitt liv blev Madsen alltmer upptagen av Sören Kierkegaard och till en viss grad även den teologiska strömning som inspirerats av honom, barthianismen. Hos landsmannen Kierkegaard fann han den radikala kristusefterföljelse som han sökt efter hos helgelserörelsen. Sitt Kierkegaardintresse spridde han i många föredrag i Norden och Tyskland. Den norske filosofen Egil A. Wyller blev en frände inom detta intresse.   
Poul Madsen hade något av Plymouthbrödernas aversion mot den moderna kulturen i alla dess former, och 1990 blev han på grund av sin puritanska stränghet avvecklad från sin tjänst som ledare för Kristent Fælleskab. Efter det hade han egna sammankomster med dem som tog avstånd från det de uppfattade som den förvärldsligade ledningen inom rörelsen. 
Madsen har betytt mycket för yngre generationer, bland annat för utbrytargruppen ur Smiths Vänner, samt för Paavo Hiltunen i Finland. 